# ROX Desktop
El ROX Desktop es un entorno de escritorio gráfico para el sistema X Window. Se basa en el ROX-Filer, que es un administrador de archivos espaciales de arrastrar y soltar. Es un software libre lanzado bajo la Licencia Pública General de GNU. El entorno se inspiró en la interfaz de usuario del sistema operativo RISC. Los programas se pueden instalar o quitar fácilmente usando Zero Install.

## Componentes del software
El ROX Desktop es un entorno de escritorio basado en el administrador de archivos ROX-Filer. Los archivos se cargan arrastrándolos a una aplicación desde el archivador, y se guardan arrastrándolos de nuevo al archivador. Las aplicaciones son directorios ejecutables y, por lo tanto, también se instalan (copian), se desinstalan (eliminan) y se ejecutan a través de la interfaz del archivador. ROX tiene un vínculo sólido con Zero Install, un método para identificar y ejecutar programas a través de una URL, para que la instalación del software sea completamente automática.
Está inspirado en la interfaz de usuario del sistema operativo RISC (no debe confundirse con RISC / os).<!R0> El nombre "ROX" viene de "RISC OS en X". El proyecto fue iniciado por Thomas Leonard como estudiante en la Universidad de Southampton en 1999<!R1><!R2> y todavía es dirigido por él en 2012.
El escritorio utiliza el kit de herramientas GTK +, como los escritorios GNOME y Xfce. El diseño se centra en programas pequeños y sencillos que utilizan la función de arrastrar y soltar para mover datos entre ellos. Por ejemplo, un usuario puede cargar un archivo comprimido en una hoja de cálculo desde la web arrastrando los datos desde el navegador web al archivador, y desde allí a la hoja de cálculo. Un programa se instalaría de la misma manera, arrastrando el archivo desde la web al archivador, y desde allí al directorio de aplicaciones en el archivador.
ROX-Filer está construido con el kit de herramientas GTK +. Disponible bajo los términos de la Licencia Pública General de GNU, ROX-Filer es un software gratuito.

## ROX-Filer

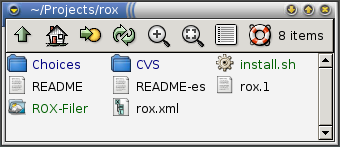
Rox-Filer

ROX-Filer es un administrador de archivos espaciales gráficos para el sistema X Window. Se puede usar solo como administrador de archivos o como parte de ROX Desktop. Es el administrador de archivos provisto de forma predeterminada en ciertas distribuciones de Linux como Puppy Linux y Dyne: bolic, y se usó en Xubuntu hasta que Thunar se volvió estable.
ROX-Filer está construido con el toolkit GTK +. Disponible bajo los términos de la Licencia Pública General de GNU, ROX-Filer es un software gratuito.<!R3>